# Tom Chase
Tom Chase (Columbus, 6 marzo 1965) è un attore pornografico statunitense, che lavora nella pornografia gay per i Colt Studio e per i Falcon Studios.

## Biografia
Inizia la sua attività nella pornografia gay verso la metà degli anni novanta, debuttando nel 1996 nel film Driven - No Turning Back diretto da John Rutherford, che lo dirigerà per gran parte della sua carriera.
Chase è noto per la sua fisicità muscolosa e possente, strutturata su 178 cm di altezza, ma è noto soprattutto per le notevoli dimensioni del suo pene, circonciso, della lunghezza di 25 cm. Sulle fattezze del suo pene è stato realizzato un realistico dildo, della linea "Falcon Supercock".
Tom Chase si esibisce nei suoi film quasi esclusivamente come attivo, in pochi casi ha ricoperto il ruolo da passivo, in California Kings in coppia con Mike Branson, performance che gli ha fatto vincere un GayVN Awards, in seguito è stato passivo per Brad Patton in Couples III.
Nel marzo del 2004, durante la cerimonia dei GayVN Awards, viene inserito nella "Hall of Fame", come leggenda della pornografia gay. Dopo aver annunciato il suo ritiro dalle scene, nel 2007 torna a lavorare firmando un contratto che lo lega a vita con i Falcon Studios e partecipando al film della Colt, Naked Muscle - The New Breed, dove ricopre nuovamente il ruolo di passivo per il porno attore italiano Carlo Masi, venendo candidato al GayVN per la miglior scena di sesso.

## Filmografia
- Backwoods (1996)
- Cruisin' 3 (1996)
- Deliverance: Code Of Conduct 2 (1996)
- Driven No Turning Back (1996)
- Stripped: The Code Of Conduct (1996)
- Stripped: The Code Of Conduct (new) (1996)
- California Kings (1997)
- Chasers (1997)
- Chosen (1997)
- Freshmen (1997)
- Heatwave (1997)
- Heatwave: Director's Cut (1997)
- High Tide (1997)
- Big Thrill: I Know Who You Did Last Summer (1998)
- Fever (Gay) (1998)
- Hard Body 2000 (1998)
- FULLfilled (2000)
- Poolside Sex (2000)
- Aftershock (2002)
- Aftershock 2 (2002)
- Deep South: The Big and the Easy 1 (2002)
- Hot Wired 1 (2002)
- Open House (II) (2003)
- Best of Tom Chase 1 (2006)
- Waterbucks 2 (2006)
- Falcon Studios 35th Anniversary Limited Edition (2007)
- Minute Man 29: Built (2007)
- Best of the 2000s (2009)
- Best of Tom Chase 2 (2009)
- Deliverance: Code Of Conduct 2 (new) (2009)
- Face Fuckers 1 (2009)
- Locker Jocks (2010)
- Seaside Sex (2010)
- Superstars Rising (2010)
- Self Sucking Studs (2011)
- Humongous Cocks 13 (2012)
- Mike Branson: My Big Fucking Dick (2012)
- Tom Chase: My Big Fucking Dick (2012)